# Denis Smalley
Denis Smalley (16 mai 1946, Nelson, Nouvelle-Zélande) est un compositeur de musique électroacoustique résidant à Londres, au Royaume-Uni.
Études Orgue et Musique à University of Canterbury Nouvelle-Zélande, puis composition à la Université Victoria de Wellington Nouvelle-Zélande, un an dans la classe de composition d’Olivier Messiaen, au Conservatoire national supérieur de musique à Paris, et  électroacoustique avec le Groupe de recherches musicales, puis composition à l'Université d'York.
En 1975, il rejoint l'Université d'East Anglia (Norwich, RU) et deviendra responsable de la composition électroacoustique.

## Discographie
- 2021 : Vues Spectrales[2]
- 2020 : Portail[3] chez Empreintes DIGITALes
- Impacts intérieurs[4] (empreintes DIGITALes, IMED 0409, 2004)
- Sources/scènes[5] (empreintes DIGITALes, IMED 0054, 2000)
- Névé (Effects Input, EI 03, 1994)
- Tides (Ode Records, MANU 1433, 1993)
- Impacts intérieurs (empreintes DIGITALes, IMED 9209, 1992)

## Liste d’œuvres
- Base Metals (2000)
- Berne Mobiles (1980), installation
- Clarinet Threads (1985), clarinette et bande
- Darkness After Time's Colours (1976)
- Empty Vessels (1997)
- Gradual (1974), clarinettes amplifiées et bande
- Névé (1994)
- Ouroboros (1975)
- O Vos Omnes (1986), chur 8 voix, et bande
- Pentes (1974)
- Piano Nets (1990-91), piano et bande
- Pneuma (1976, 81), voix amplifiées et percussions
- The Pulses of Time (1979)
- Resounding (2004), bande 6 pistes
- Ringing Down the Sun (2002), bande 6 pistes
- Tides (1984)
- Valley Flow (1991-92)
- Vortex (1982)
- Wind Chimes (1987)